# Чорногузівський (заказник)
Чорногу́зівський зака́зник — гідрологічний заказник місцевого значення в Україні. Розташований у межах Локачинського району Волинської області, біля села Бубнів. 
Площа 121 га. Статус надано 1994 року. Перебуває у віданні Бубнівської сільської ради. 
Створений з метою збереження природного водно-болотного комплексу, що об'єднує верхів'я річки Чорногузки та її приток і заплавні луки. Територія заказника простягається на 5,5 км, має ширину до 0,4 км. Є 4 природні джерела та ставок в селі Бубнів площею 26 га. 
Зростає понад 100 видів рослин, серед яких осока затінкова, плодоріжка болотна, занесені до Червоної книги України.
Найпоширеніші види рослин у заказнику: очерет звичайний, рогіз широколистий, тонконіг болотний, коронарія зозуляча, вовче тіло болотяне, білозір болотний, м'ята блошина, жовтець повзучий та їдкий, любисток лікарський, незабудка болотна, аїр тростиновий, бобівник трилистий, осока чорна. 
На території заказника мешкають та розмножуються види тварин, занесені до Червоної книги України та міжнародних червоних списків: чернь білоока, журавель сірий, видра річкова. 